# Maurice Kaufmann
Maurice Harington Kaufmann (n.  ?) a fost un actor britanic de teatru, film și televiziune, specializat în romane polițiste și filme de groază, din 1954 până în 1981, când s-a pensionat.

## Viață personală
A fost căsătorit cu Honor Blackman din 1961 până în 1975. Au apărut împreună în filmul Fright (1971). Au adoptat doi copii, fiica Lottie și fiul Barnaby, înainte de a divorța în 1975.

## Deces
Maurice Kaufmann a murit pe 21 septembrie 1997 la Londra, din cauza cancerului, la vârsta de 70 de ani. A fost îngrijit, pe patul de moarte, de fosta sa soție, Honor Blackman.

## Filmografie aleasă
- Appointment in London (1953) ca Ofițer RAF (necreditat)
- The Angel Who Pawned Her Harp (1954) ca Reg
- Beau Brummell (1954) ca Lord Alvanley (necreditat)
- To Dorothy a Son (1954) ca Elmer Pianistul
- Companions in Crime (1954) ca Arnold Kendall
- Three Cases of Murder (1955) ca Pemberton (segmentul „Ai ucis-o pe Elizabeth”)
- The Love Match (1955) ca Harry Longworth
- The Quatermass Xperiment (1955) ca Marsh (necreditat)
- Secret Venture (1955) ca Dan Flemying
- An Alligator Named Daisy (1955) ca Ed (necreditat)
- Handcuffs, London (1955) ca Jerry Strong
- Women Without Men (1956) ca Daniels
- Blonde Bait (1956) ca Daniels (necreditat)
- It's a Wonderful World (1956) ca Paul Taylor
- Find the Lady (1956) ca Nicky
- The Girl in the Picture (1957) ca Rod Molloy
- The Man Without a Body (1957) ca Șofer
- Fire Down Below (1957) ca al 3-lea marinar american
- Date with Disaster (1957) ca Don Redman
- Campbell's Kingdom (1957) ca Bărbat la Vițelul de Aur
- The Big Money (1958) ca Prietenul lui Harry (necreditat)
- Behemoth, the Sea Monster (1959) ca Mini ofițer de submarin
- Life in Emergency Ward 10 (1959) ca Anestezist
- Top Floor Girl (1959) ca Peter Farnite
- The Crowning Touch (1959) ca David
- Gorgo (1961) ca Reporter radio
- House of Mystery (1961) ca Henry Trevor
- Tarnished Heroes (1961) ca Tom Mason
- Play It Cool (1962) ca Larry Granger
- On the Beat (1962) ca Vince
- We Shall See (1964) ca Evan Collins
- A Shot  in the Dark (1964) ca Piere
- Fanatic (1965) ca Alan Glentower
- Circus of Fear (1965) ca Mario
- Cry Wolf (1969) ca Jim Walker
- Man of Violence (1971) ca Charles Grayson
- The Abominable Dr. Phibes (1971) ca Dr. Whitcombe
- Bloomfield (1971) ca Yasha
- Fright (1971) ca Inspector
- The Vault of Horror (1973) ca Bob Dickson (segmentul 5 „Drawn and Quarteredi”)
- The Strange Case of the End of Civilisation as We Know It (1977) ca Steve McGarrett